# 灰腹噪鹛
灰腹噪鹛（学名：Trochalopteron henrici）是圓翅噪鶥屬（原为噪鶥屬）的一种，分布于印度和中国大陆。该物种的保护状况被评为无危。
灰腹噪鹛的栖息地包括乡村花园、亚热带或热带的高海拔疏灌丛、亚热带或热带的湿润山地林和耕地。该物种的模式产地在西藏南部。

## 亚种
- 灰腹噪鹛古琴亚种（学名：Trochalopteron henrici gucenensis），是中国的特有物种。分布于西藏等地。该物种的模式产地在西藏东南隅察隅古琴地区。[4]
- 灰腹噪鹛指名亚种（学名：Trochalopteron henrici henrici）。分布于记录不详以及中国大陆的西藏等地。该物种的模式产地在西藏南部。[5]